# Ситњење (технолошка операција)
Ситњење чврстог материјала је процес смањивања димензија чврстог комада.
Смањењем димензија полазног комада постиже се добијање веће активне површине истог материјала што се манифестује повећањем квалитета и брзине обављања технолошких процеса који следе. Најбитнија величина која карактерише ситњење је степен ситњења (q), који је једнак односу средњег пречника улазног комада (комада који улази у процес ситњења)(D) и средњег пречника излазног комада (комада који је иситњен) (d). Степен ситњења представља меру квалитета обављеног процеса ситњења.
{\displaystyle q=\left({\frac {D}{d}}\right)}

## Врсте ситњења
За успешно и квалитетно обављање технолошког процеса ситњења потребно је изабрати најповољнији начин ситњења. Треба напоменути да ситњење није идентично код свих материјала. Поједини материјали захтевају додавање извесне количине воде (влажно ситњење) при ситњењу, да не би дошло до нарушавања појединих њихових својстава услед деловања механичке силе машине за ситњење.
Подела ситњења се може извршити и на основу величине улазног комада:
| Облик ситњења | Величина улазног комада (D) у mm | Степен ситњења (q) |
| ------------- | -------------------------------- | ------------------ |
| Грубо         | 1000-200                         | 2-6                |
| Средње        | 250-50                           | 5-10               |
| Фино          | 50-20                            | 10-50              |
| Најфиније     | 20-0                             | >50                |

Према основним видовима механичког напрезања разликују се:
- Ситњење притиском
- Ситњење ударањем
- Ситњење истезањем и
- Ситњење смицањем. Врсте ситњења према дејству силе која узрокује ситњење[1]

## Закони ситњења
Закони ситњења повезују енергију потребну за ситњење са геометријским карактеристикама материјала.
Постоје три закона ситњења:
- Киков закон се заснива на претпоставкама из теорије еластичности и пластичности и према њему је енергија потребна за ситњење (у даљем тексту енергија) пропорционална запремини комада.
- Ритингеров закон чини претпоставка да је енергија пропорционална повећању површине иситњеног комада.
- Бондов закон се сматра најпоузданијим јер има највећи опсег практичне применљивости у процесима повезујући енергију са величином комада.

Теоријски, ситњење неког материјала се може представити као истезање равне плоче дужине l и висине h која се под дејством силе F истеже за дужину деформације ∆l. Енергија која се утроши да би плоча променила своју површину за ΔA = Δl*h износи ∆E = F∗∆l.
Све три теорије се могу извести из следеће једначине {\displaystyle dE=-k{\dfrac {dx}{x^{n}}}} где је:
E [J/kg] – специфична (јединична) енергија ситњења,
x [m] – карактеристична величина комада,
k – коефицијент ситњења,
n – експонент који може имати вредности у зависности коју од теорија следи: 1-за Киков закон; 1,5 за Бондов закон; 2-за Ритингеров закон.
Киков закон (подручје ситњења крупнијих комада (x > 50) што одговара процесу дробљења где је потребна енергија практично независна од величине комада: {\displaystyle E=-k\int \limits _{D}^{d}{\frac {dx}{x}}\,=k_{K}ln{\frac {D}{d}}};
Ритингеров закон подручје финог млевења: {\displaystyle E=-k\int \limits _{D}^{d}{\frac {dx}{x^{2}}}\,=k_{R}\left({\frac {1}{D}}-{\frac {1}{d}}\right)};
Бондов закон обухвата подручје између дробљења и финог млевења: {\displaystyle E=-k\int \limits _{D}^{d}{\frac {dx}{x^{1.5}}}\,={\frac {k_{B}}{\sqrt {d}}}\left(1-{\frac {1}{\sqrt {q}}}\right)}.
Треба имати у виду да постоје везе између константи где је:
{\displaystyle k_{K}=1.115*k_{B}*\left(\ d_{B1}\right)^{-0.5}} и
{\displaystyle k_{R}=0.5*k_{B}*\left(\ d_{B2}\right)^{0.5}}
с тим што су {\displaystyle d_{B1}=50mm} и {\displaystyle d_{B2}=0.05mm} граничне вредности величине комада код Бондове теорије.

## Видови ситњења
Основни видови ситњења су:
- Грубо дробљење (q = 2 -6 ): чељусне дробилице, конусне дробилице
- Средње дробљење(q = 5 – 10): дробилице са ваљцима, жрвњеви, дробилице а чекићима, дробилице са ножевима.
- Фино ситњење (q = 10 – 50): млинови са млинским камењем, млинови са ваљцима, центрифугални млинови, млинови са куглама, млинови са чекићима.
- Најфиније ситњење (q > 50): смицајни колоидни млинови и вибрациони колоидни млинови.

### Машине за ситњење
Постоји доста области примене, односно грана индустрије у којима се примењују разне машине машине за ситњење: машинска индустрија, прехрамбена технологија, грађевина, хемијска индустрија, и многе друге.

#### Чељусне дробилице
Овај вид машина за ситњење се користи за дробљење кртог и тврдог материјала. Материјал у чељусну дробилицу долази одозго непрекидним дозирањем и ситни се периодичним кретањем једне косе површине према другој непокретној (вертикалној) површини.Иситњени производ слободно пада кроз отвор са доње стране дробилице.
- Предности чељусних дробилица су: једноставност и сигурност конструкције, широка област примене и компактност конструкције.
- Мане чељусних дробилица: периодични режим рада, непотпуно уравнотежење масе која врши кретање, појава буке и осцилација током рада.[3]

#### Дробљење ваљцима
Дробилице са ваљцима састоје се од два ваљка са паралелним осама који се обрћу око својих оса у супротним смеровима и материјал ситне у највећој мери притиском. Да би се регулисао размак између ваљака, оса једног ваљка је померљива, а фиксирање осе овог ваљка се најчешће врши опругом.

#### Млинови са куглицама
У млиновима овог типа долази до ситњења услед пада куглица у унутрашњост шупљег цилиндра који се обрће. Цилиндар је обично испуњен 40-45% своје запремине куглицама неког чврстог материјала.